# 이용우 (법조인)
이용우(1942년 ~ )은 대한민국의 법조인이다.
경북대학교 사범대학 부속고등학교와 서울대학교 법과대학을 졸업하고 1964년 제2회 사법시험에 합격한 법조인이다. 대구지방법원 서울고등법원 판사를 하다가 1981년 대법원 재판연구관을 거쳐 1981년 9월 대구지방법원 부장판사가 되었으며 1984년 9월 사법연수원 교수를 지냈다. 1989년부터 대구고등법원 서울고등법원에서 재판장으로서 재판을 지휘하다 1997년 9월 수원지방법원장 1998년 8월 서울지방법원장을 역임하였으며 1999년 10월에 김대중 대통령에 의해 6년 임기의 대법관에 임명되었다 대법관 퇴임이후 법무법인 로고스에서 상임고문 변호사 활동을 하였다.
이용우는 박근혜 대통령이 탄핵되고 보궐선거에서 문재인 대통령이 취임한 직후인 2017년 6월 27일에 자신이 고문으로 있는 한반도 인권과 통일을 위한 변호사모임 사무실에서 자신의 대법관 재임 시절 재판 과정에서 주장한 내용과 판결 이유 등을 담은 저서 <자유민주주의를 위한 일념으로>(ISBN 9791159190063) 출판기념회를 가지면서 "젊은 판사들이 여론으로부터도 독립해 소신 있는 판결을 하길 바란다"고 했다.